# Angela Hill
Angela Patrice Hill (Condado de Prince George, Maryland, Estados Unidos, 12 de enero de 1985) es una artista marcial mixta estadounidense que compite en la división de peso paja de Ultimate Fighting Championship. Desde el 23 de enero de 2024 es la número 12 en la clasificación de peso paja femenino de la UFC.

## Primeros años
Se licenció en Bellas Artes en la escuela de arte Cooper Union. Antes de convertirse en luchadora profesional, trabajó como animadora en estudios de animación y como camarera.
Es videojugadora y cosplayer, y en varias ocasiones ha aparecido disfrazada antes de los combates en Invicta. Se ha disfrazado de Dhalsim, de Afro Samurai, de un habitante de la bóveda de Fallout y de uno de The Warriors, entre otros.
Después de grabar su aparición en febrero de 2020 en el podcast Joe Rogan Experience, le dijo al presentador Joe Rogan que sus abuelos son Betty y Barney Hill, del caso de abducción alienígena.

## Carrera en las artes marciales mixtas

### Inicios
Comenzó su carrera profesional de MMA en 2014. Acumuló una victoria sobre la futura luchadora de Invicta Stephanie Skinner.

### The Ultimate Fighter
En junio de 2014, se anunció que era una de las luchadoras seleccionadas por la UFC para aparecer en The Ultimate Fighter: A Champion Will Be Crowned. Se enfrentó a Carla Esparza en la ronda preliminar y perdió por sumisión en el primer asalto.

### Ultimate Fighting Championship
Debutó en la UFC contra Emily Kagan el 12 de diciembre de 2014 en The Ultimate Fighter: A Champion Will Be Crowned Finale. Ganó el combate por decisión unánime.
Se enfrentó a Tecia Torres el 12 de junio de 2015 en UFC 188. Perdió el combate por decisión unánime.
Se enfrentó a Rose Namajunas el 3 de octubre de 2015 en UFC 192. Perdió el combate por sumisión en el primer asalto. Posteriormente fue liberada de la promoción.

### Invicta FC
El 17 de noviembre de 2015 anunció en su página oficial de Facebook que había firmado con Invicta FC. Se enfrentó a Alida Gray el 16 de enero de 2015 en Invicta FC 15. Ganó el combate por TKO en el primer asalto. Se enfrentó a Stephanie Eggink el 11 de marzo de 2016 en Invicta FC 16. Ganó el combate por KO en el segundo asalto.
Se enfrentó a Lívia Renata Souza por el Campeonato de Peso Paja de Invicta FC el 7 de mayo de 2016 en el Invicta FC 17 . Ganó el combate por decisión dividida y ganó el Campeonato de Peso Paja de Invicta FC.

### Regreso a la UFC
Fue brevemente vinculada a un combate contra Jéssica Andrade  el 30 de diciembre de 2016 en UFC 207. Sin embargo, el combate nunca se materializó para ese evento debido a una regla en la política antidopaje de la UFC con la USADA. Posteriormente, Andrade fue eliminada de esa cartelera con el emparejamiento dejado intacto y reprogramado para tener lugar en el 4 de febrero de 2017 en UFC Fight Night: Bermúdez vs. Korean Zombie. Perdió el combate por decisión unánime. Este combate le valió el premio a la Pelea de la Noche.
Se enfrentó a Ashley Yoder el 7 de julio de 2017 en The Ultimate Fighter 25 Finale. Ganó el combate por decisión unánime.
Se enfrentó a Nina Ansaroff el 11 de noviembre de 2017 en UFC Fight Night: Poirier vs. Pettis. Perdió el combate por decisión unánime.
Se enfrentó a Maryna Moroz el 24 de febrero de 2018 en UFC on Fox: Emmett vs. Stephens. Ganó el combate por decisión unánime.
Se esperaba que se enfrentara a Alexa Grasso el 25 de agosto de 2018 en UFC Fight Night: Gaethje vs. Vick. Sin embargo, Grasso se retiró del combate el 19 de julio de 2018 debido a una lesión de rodilla y fue sustituida por Cortney Casey. Perdió el combate por decisión dividida.
Se enfrentó a Randa Markos el 23 de marzo de 2019 en UFC Fight Night: Thompson vs. Pettis. Perdió el combate por sumisión en el primer asalto.
Se enfrentó a Jodie Esquibel el 27 de abril de 2019 en UFC Fight Night: Jacaré vs. Hermansson. Ganó el combate por decisión unánime.
Se enfrentó a Yan Xiaonan el 8 de junio de 2019 en UFC 238. Perdió el combate por decisión unánime.
Se esperaba que se enfrentara a Istela Nunes el 21 de septiembre de 2019 en UFC Fight Night: Rodríguez vs. Stephens. Sin embargo, el 12 de agosto de 2019, se informó que Nunes fue retirada de la cartelera debido a una prueba de drogas fallida, y fue sustituida por Ariane Carnelossi. Ganó el combate por TKO en el tercer asalto.
Se enfrentó a Hannah Cifers el 25 de enero de 2020 en UFC Fight Night: Blaydes vs. dos Santos. Ganó el combate por TKO en el segundo asalto.
Se enfrentó a Loma Lookboonmee el 23 de febrero de 2020 en UFC Fight Night: Felder vs. Hooker. Ganó el combate por decisión unánime.
Se enfrentó a Cláudia Gadelha el 16 de mayo de 2020 en UFC on ESPN: Overeem vs. Harris. Perdió el combate por decisión dividida. 13 de 17 medios de comunicación puntuaron el combate a favor de Hill.
Se esperaba que se enfrentara a Michelle Waterson el 22 de agosto de 2020 en UFC on ESPN: Munhoz vs. Edgar. Sin embargo, debido a algunos motivos personales por parte de Waterson, el combate fue trasladado tres semanas después al evento principal de 5 asaltos en UFC Fight Night: Waterson vs. Hill. Perdió el combate por decisión dividida. Este combate le valió el premio a la Pelea de la Noche.
Se esperaba que se enfrentara a Tecia Torres el 12 de diciembre de 2020 en UFC 256. Sin embargo, se vio obligada a retirarse del evento debido a que dio positivo por COVID-19.
Se esperaba que se enfrentara a Ashley Yoder el 27 de febrero de 2021 en UFC Fight Night: Rozenstruik vs. Gane. Sin embargo, el día del evento se anunció que el combate fue eliminado de la cartelera después de que uno de los esquineros de Yoder diera positivo en la prueba de COVID-19. El combate fue reprogramado y tuvo lugar el 13 de marzo de 2021 en UFC Fight Night: Edwards vs. Muhammad. Ganó el combate por decisión unánime.
Se esperaba que se enfrentara a Amanda Ribas el 8 de mayo de 2021 en UFC on ESPN: Rodriguez vs. Waterson. Sin embargo, el día del evento Ribas fue retirada del combate debido a los protocolos de COVID-19 y el combate fue cancelado. El combate fue reprogramado para el 5 de junio de 2021 en UFC Fight Night: Rozenstruik vs. Sakai. Dos semanas más tarde, el emparejamiento fue desechado de nuevo, ya que Ribas seguía sufriendo los síntomas persistentes del COVID-19.
Se enfrentó a Tecia Torres el 7 de agosto de 2021 en UFC 265. Perdió el combate por decisión unánime.
Se enfrentó a Amanda Lemos, en sustitución de Nina Nunes, el 18 de diciembre de 2021 en UFC Fight Night: Lewis vs. Daukaus. Perdió el combate por decisión dividida. 10 de 11 puntuaciones de los medios de comunicación se lo dieron a Hill. Este combate le valió el premio a la Pelea de la Noche.
Se enfrentó a Virna Jandiroba el 14 de mayo de 2022 en UFC on ESPN: Błachowicz vs. Rakić. Perdió el combate por decisión unánime.
Se enfrentó a Loopy Godínez el 13 de agosto de 2022 en UFC on ESPN: Vera vs. Cruz. Ganó el combate por decisión unánime.
Hill enfrentó a Emily Ducote el 3 de diciembre de 2022 en UFC on ESPN 42. Ella ganó la pelea por decisión unánime.
Hill estaba programado para enfrentar a Mackenzie Dern el 13 de mayo de 2023 en UFC on ABC 4. Sin embargo, la pelea se pospuso una semana para encabezar UFC Fight Night 223. Ella perdió la pelea por decisión unánime. Esta pelea la hizo merecedora de otro premio a la Pelea de la Noche.
Hill enfrentó a Denise Gomes en UFC Fight Night 231 el 4 de noviembre de 2023. Ganó la pelea por decisión unánime.
Hill enfrentó a Luana Pinheiro el 18 de mayo de 2024 en UFC Fight Night 241. Ella ganó la pelea mediante una sumisión en el segundo asalto. Esta pelea la hizo merecedora de su primer premio a la Actuación de la Noche.

## Campeonatos y logros
- Ultimate Fighting Championship
  - Pelea de la Noche (Cuatro veces) vs. Jéssica Andrade Michelle Waterson Amanda Lemos y Mackenzie Dern[51][66][76]
    - Empatada (Jéssica Andrade) por la mayor cantidad de bonos de Pelea de la Noche en la historia de UFC Femenino (4)

  - Mayor número de combates en la historia de la división femenina de peso paja de la UFC (24)[81]
  - Actuación de la Noche (Una vez) vs. Luana Pinheiro[80]
    - Empatada (Weili Zhang) en el cuarto lugar con mayor cantidad de bonos posteriores a la pelea en la historia de la división de peso paja femenino de UFC (5)

  - Empatada (Jéssica Andrade) con el mayor número de combates en la historia de la UFC femenina (21)
  - Mayor número de combates por decisión en la historia de la división femenina del peso paja de la UFC (16)
  - Mayor número de derrotas en la historia de la división femenina del peso paja de la UFC (12)[82]
  - Mayor tiempo total de pelea en la historia de la división femenina de peso paja de la UFC (4:53:33)
  - Más tiempo total de pelea en la historia de la UFC femenina (4:53:33)
  - Empatado (Jorge Masvidal, Clay Guida y Paul Felder) por el mayor número de derrotas por decisión dividida en la historia de la UFC (4)[83]
- Invicta FC
  - Campeona de Peso Paja de Invicta FC (una vez)
  - Actuación de la Noche (tres veces) vs. Alida Gray, Stephanie Eggink y Lívia Renata Souza
- MMAjunkie.com
  - Pelea del mes de septiembre de 2020 vs. Michelle Waterson[84]

## Récord en artes marciales mixtas
| Resultado | Récord | Oponente           | Método                                 | Evento                                                  | Fecha                    | Ronda | Tiempo | Localización                      | Notas                                                                 |
| --------- | ------ | ------------------ | -------------------------------------- | ------------------------------------------------------- | ------------------------ | ----- | ------ | --------------------------------- | --------------------------------------------------------------------- |
| Derrota   | 17-14  | Tabatha Ricci      | Decisión (unánime)                     | UFC on ESPN: Cannonier vs. Borralho                     | 24 de agosto de 2024     | 3     | 5:00   | Las Vegas, Nevada                 |                                                                       |
| Victoria  | 17-13  | Luana Pinheiro     | Sumisión (guillotine choke)            | UFC Fight Night: Barboza vs. Murphy                     | 18 de mayo de 2024       | 2     | 4:12   | Las Vegas, Nevada                 | Actuación de la Noche                                                 |
| Victoria  | 16-13  | Denise Gomes       | Decisión (unánime)                     | UFC Fight Night: Almeida vs. Lewis                      | 4 de noviembre de 2023   | 3     | 5:00   | São Paulo                         |                                                                       |
| Derrota   | 15-13  | Mackenzie Dern     | Decisión (unánime)                     | UFC Fight Night: Dern vs. Hill                          | 20 de mayo de 2023       | 5     | 5:00   | Las Vegas, Nevada                 | Pelea de la Noche                                                     |
| Victoria  | 15-12  | Emily Ducote       | Decisión (unánime)                     | UFC on ESPN: Thompson vs. Holland                       | 3 de diciembre de 2022   | 3     | 5:00   | Orlando, Florida                  |                                                                       |
| Victoria  | 14-12  | Loopy Godínez      | Decisión (unánime)                     | UFC on ESPN: Vera vs. Cruz                              | 13 de agosto de 2022     | 3     | 5:00   | San Diego, California             | Combate de peso acordado (120 libras).                                |
| Derrota   | 13-12  | Virna Jandiroba    | Decisión (unánime)                     | UFC on ESPN: Błachowicz vs. Rakić                       | 14 de mayo de 2022       | 3     | 5:00   | Las Vegas, Nevada                 |                                                                       |
| Derrota   | 13-11  | Amanda Lemos       | Decisión (dividida)                    | UFC Fight Night: Lewis vs. Daukaus                      | 18 de diciembre de 2021  | 3     | 5:00   | Las Vegas, Nevada                 | Pelea de la Noche.                                                    |
| Derrota   | 13-10  | Tecia Torres       | Decisión (unánime)                     | UFC 265                                                 | 7 de agosto de 2021      | 3     | 5:00   | Houston, Texas                    |                                                                       |
| Victoria  | 13-9   | Ashley Yoder       | Decisión (unánime)                     | UFC Fight Night: Edwards vs. Muhammad                   | 13 de marzo de 2021      | 3     | 5:00   | Las Vegas, Nevada                 |                                                                       |
| Derrota   | 12-9   | Michelle Waterson  | Decisión (dividida)                    | UFC Fight Night: Waterson vs. Hill                      | 12 de septiembre de 2020 | 5     | 5:00   | Las Vegas, Nevada                 | Pelea de la Noche.                                                    |
| Derrota   | 12-8   | Cláudia Gadelha    | Decisión (dividida)                    | UFC on ESPN: Overeem vs. Harris                         | 16 de mayo de 2020       | 3     | 5:00   | Jacksonville, Florida             |                                                                       |
| Victoria  | 12-7   | Loma Lookboonmee   | Decisión (unánime)                     | UFC Fight Night: Felder vs. Hooker                      | 23 de febrero de 2020    | 3     | 5:00   | Auckland                          |                                                                       |
| Victoria  | 11-7   | Hannah Cifers      | TKO (codazos y puñetazos)              | UFC Fight Night: Blaydes vs. dos Santos                 | 25 de enero de 2020      | 2     | 4:26   | Raleigh, Carolina del Norte       |                                                                       |
| Victoria  | 10-7   | Ariane Carnelossi  | TKO (parada médica)                    | UFC Fight Night: Rodríguez vs. Stephens                 | 21 de septiembre de 2019 | 3     | 1:56   | Ciudad de México                  |                                                                       |
| Derrota   | 9-7    | Yan Xiaonan        | Decisión (unánime)                     | UFC 238                                                 | 8 de junio de 2019       | 3     | 5:00   | Chicago, Illinois                 |                                                                       |
| Victoria  | 9-6    | Jodie Esquibel     | Decisión (unánime)                     | UFC Fight Night: Jacaré vs. Hermansson                  | 27 de abril de 2019      | 3     | 5:00   | Sunrise, Florida                  |                                                                       |
| Derrota   | 8-6    | Randa Markos       | Sumisión (barra de brazo)              | UFC Fight Night: Thompson vs. Pettis                    | 23 de marzo de 2019      | 1     | 4:29   | Nashville, Tennessee              |                                                                       |
| Derrota   | 8-5    | Cortney Casey      | Decisión (dividida)                    | UFC Fight Night: Gaethje vs. Vick                       | 25 de agosto de 2018     | 3     | 5:00   | Lincoln, Nebraska                 |                                                                       |
| Victoria  | 8-4    | Maryna Moroz       | Decisión (unánime)                     | UFC on Fox: Emmett vs. Stephens                         | 24 de febrero de 2018    | 3     | 5:00   | Orlando, Florida                  |                                                                       |
| Derrota   | 7-4    | Nina Ansaroff      | Decisión (unánime)                     | UFC Fight Night: Poirier vs. Pettis                     | 11 de noviembre de 2017  | 3     | 5:00   | Norfolk, Virginia                 |                                                                       |
| Victoria  | 7-3    | Ashley Yoder       | Decisión (unánime)                     | The Ultimate Fighter: Redemption Finale                 | 7 de julio de 2017       | 3     | 5:00   | Las Vegas, Nevada                 |                                                                       |
| Derrota   | 6-3    | Jéssica Andrade    | Decisión (unánime)                     | UFC Fight Night: Bermudez vs. Korean Zombie             | 4 de febrero de 2017     | 3     | 5:00   | Houston, Texas                    | Pelea de la Noche.                                                    |
| Victoria  | 6-2    | Kaline Medeiros    | Decisión (unánime)                     | Invicta FC 20: Evinger vs. Kunitskaya                   | 18 de noviembre de 2016  | 5     | 5:00   | Kansas City, Misuri               | Defendió el Campeonato de Peso Paja de Invicta FC.                    |
| Victoria  | 5-2    | Lívia Renata Souza | Decisión (dividida)                    | Invicta FC 17: Evinger vs. Schneider                    | 7 de mayo de 2016        | 5     | 5:00   | Costa Mesa, California            | Ganó el Campeonato de Peso Paja de Invicta FC. Actuación de la Noche. |
| Victoria  | 4-2    | Stephanie Eggink   | KO (puñetazo)                          | Invicta FC 16: Hamasaki vs. Brown                       | 11 de marzo de 2016      | 2     | 2:36   | Las Vegas, Nevada                 | Actuación de la Noche.                                                |
| Victoria  | 3-2    | Alida Gray         | TKO (rodillazo al cuerpo)              | Invicta FC 15: Cyborg vs. Ibragimova                    | 16 de enero de 2016      | 1     | 1:39   | Costa Mesa, California            | Actuación de la Noche.                                                |
| Derrota   | 2-2    | Rose Namajunas     | Sumisión (estrangulamiento por detrás) | UFC 192                                                 | 3 de octubre de 2015     | 1     | 2:47   | Houston, Texas                    |                                                                       |
| Derrota   | 2-1    | Tecia Torres       | Decisión (unánime)                     | UFC 188                                                 | 12 de junio de 2015      | 3     | 5:00   | Ciudad de México                  |                                                                       |
| Victoria  | 2-0    | Emily Kagan        | Decisión (unánime)                     | The Ultimate Fighter: A Champion Will Be Crowned Finale | 12 de diciembre de 2014  | 3     | 5:00   | Las Vegas, Nevada                 | Debut en el peso paja.                                                |
| Victoria  | 1-0    | Stephanie Skinner  | TKO (rodillazos)                       | USFFC 18: Metal and Mayhem                              | 26 de abril de 2014      | 2     | 1:35   | Winston-Salem, Carolina del Norte |                                                                       |